# Uli Alto
Uli Alto (en euskera: Uliberri) es una localidad perteneciente al municipio de Arce, en la Comunidad Foral de Navarra. Se encuentra en la Merindad de Sangüesa, en la comarca de Auñamendi.
Este pueblo se cita como despoblado en el año 1981, pero actualmente, un grupo de jóvenes que llegaron al pueblo años atrás, lo han rehabitado.
Destaca entre sus estructuras la iglesia de San Vicente Mártir.

## Demografía
En 2020 tenía 5 habitantes.